# Žarek gama
Žarek γ je visokoenergijski foton, ki nastane pri radioaktivnem razpadu ali drugem jedrskem ali delčnem procesu, kot je denimo anihilacija elektrona in pozitrona. Žarki gama se v energijskem spektru elektromagnetnega valovanja delno prekrivajo s »trdimi« rentgenskimi žarki, od katerih pa se ločijo po svojem izvoru: medtem ko žarki γ izvirajo iz jedrskih prehodov, rentgenski žarki nastanejo ob zaviranju pospešenih elektronov. Žarki γ so bolj prodorni od delcev α in delcev β ter imajo nižjo specifično ionizacijo od njih.
Snop žarkov γ v snovi eksponentno pojema. Razpolovna debelina za žarke γ z energijo 1 MeV je v svincu približno 1 cm, v vodi pa približno 15 cm.

## Izvor žarkov gama
Žarki gama pogosto nastajajo ob jedrskih razpadih skupaj z delci α ali β. Novo jedro je lahko po razpadu v enem od vzbujenih stanj, ki ob prehodu v osnovno stanje izseva še žarek gama, podobno kot se elektron v elektronski ovojnici atoma vrne v osnovno stanje z izsevanjem fotona v ultravijoločnem delu spektra elektromagnetnega valovanja.
Zgled nastanka žarkov γ pri razpadu 60Co:
60Co najprej z razpadom β razpade v 60Ni, ki je po razpadu v vzbujenem stanju (označeno z *):
{\displaystyle {}^{60}{\hbox{Co}}\;\to \;^{60}{\hbox{Ni*}}\;+\;e^{-}\;+\;{\overline {\nu }}_{e}.}
60Ni pa se vrne v osnovno stanje (glej lupinski model jedra) z izsevanjem fotona γ:
{\displaystyle {}^{60}{\hbox{Ni*}}\;\to \;^{60}{\hbox{Ni}}\;+\;\gamma .}

## Sodelovanje žarkov gama s snovjo
Kot ionizirajoče sevanje sodelujejo žarki γ s snovjo predvsem prek treh mehanizmov: fotoelektrični pojav, Comptonov pojav in nastanek para delec-antidelec.

### Fotoelektrični pojav
Pri fotoelektričnem pojavu foton γ interagira z elektronom v elektronski ovojnici in mu preda vso svojo energijo, s čimer elektron izbije iz atoma. Kinetična energija izbitega »fotoelektrona« je enaka energiji vpadlega žarka γ, zmanjšani za izstopno delo (vezavno energijo elektrona). Fotoelektrični pojav je prevladujoč mehanizem prenosa energije za rentgenske žarke in žarke γ z energijami do 50 keV, pri višjih energijah pa ni več pomemben.

### Comptonov pojav
Pri Comptonovem pojavu ali Comptonovem sipanju izgubi vpadli foton ob trku z elektronom v elektronski ovojnici dovolj energije, da slednjega izbije iz atoma, preostanek energije pa se porabi za izsevanje novega fotona γ z nižjo energijo v smeri, ki se razlikuje od smeri vpadlega fotona. Verjetnost za Comptonov pojav upada z naraščajočo energijo vpadlega fotona. Comptonov pojav je prevladujoč v vmesnem pasu energij od 100 keV do 10 MeV, kar zajema večino žarkov γ, nastalih pri jedrskih reakcijah. Comptonov pojav je razmeroma malo odvisen od atomskega števila absorberja.

### Nastanek para
Ob interakciji visokoenergijskega žarka γ v Coulombovem polju atomskega jedra se pri nastanku para energija fotona γ pretvori v maso osnovnega delca in njegovega antidelca. Pri nastanku para najpogosteje nastane par elektron-pozitron, saj ima elektron izmed vseh osnovnih delcev najmanjšo maso (0,511 MeV/c2), tako da za nastanek para elektron-pozitron zadostuje žarek gama z energijo 1,022 MeV. Nastali pozitron je kratkoživ in se v približno 10-8 s rekombinira s prostim elektronom. 